# Parsonsia flavescens
Parsonsia flavescens là một loài thực vật có hoa trong họ La bố ma. Loài này được Merr. & L.M.Perry mô tả khoa học đầu tiên năm 1943.